# King Kong (film din 1976)
King Kong este un film de aventuri cu monștri american din 1976, produs de Dino De Laurentiis⁠(d) și regizat de John Guillermin⁠(d). Este un remake al filmului cu același nume din 1933 despre o maimuță uriașă care este capturată și dusă la New York pentru o expoziție. Având efecte speciale realizate de Carlo Rambaldi⁠(d), el îi are în distribuție pe Jeff Bridges, Charles Grodin și Jessica Lange în primul ei rol de film. El este al cincilea film din franciza King Kong.
Ideea de a reface King Kong a fost concepută de Michael Eisner⁠(d), care era atunci director ABC, în 1974. El a propus separat această idee directorului general al Universal Pictures, Sidney Sheinberg⁠(d), și directorului general al Paramount Pictures, Barry Diller⁠(d). Dino De Laurentiis a achiziționat rapid drepturile de film de la RKO-General⁠(d) și, ulterior, l-a angajat pe scenaristul de televiziune Lorenzo Semple, Jr.⁠(d) pentru a scrie scenariul. John Guillermin a fost angajat ca regizor, iar filmările au durat din ianuarie până în august 1976. Înainte de lansarea filmului, Universal Pictures i-a dat în judecată pe De Laurentiis și RKO-General, acuzând încălcarea contractului și a încercat să producă un remake propriu al lui King Kong. Ca răspuns, De Laurentiis și RKO-General au depus contraprocese separate împotriva companiei Universal Pictures, toate fiind retrase până în ianuarie 1976.
Filmul a fost lansat pe 17 decembrie 1976 și a avut parte de un succes comercial, în ciuda recenziilor mixte din partea criticilor de film. A câștigat un premiu Oscar necompetitiv pentru realizări speciale pentru cele mai bune efecte vizuale și a fost, de asemenea, nominalizat la premiile Oscar pentru cea mai bună imagine și cel mai bun sunet. Dintre cele trei filme principale King Kong, el este singurul în care punctul culminant are loc pe World Trade Center în loc de Empire State Building. O continuare intitulată King Kong Lives⁠(d) a fost lansată în 1986.

## Distribuție
- Jeff Bridges — Jack Prescott
- Jessica Lange — Dwan
- Charles Grodin — Fred S. Wilson
- John Randolph⁠(d) — căpitanul Ross
- René Auberjonois⁠(d) — Roy Bagley
- Ed Lauter — ofițerul secund Carnahan
- Julius Harris⁠(d) — marinarul Boan
- Jack O'Halloran⁠(d) — Joe Perko
- Dennis Fimple⁠(d) — Sunfish
- Jorge Moreno — Garcia
- Mario Gallo — Timmons
- John Lone⁠(d) — bucătarul chinez
- John Agar — funcționar municipal
- Sid Conrad⁠(d) — președintele companiei Petrox
- Keny Long — omul mascat în maimuță
- Garry Walberg⁠(d) — general american
- George Whiteman — pilotul de elicopter
- Wayne Heffley — colonel din Aviația Americană
- Corbin Bernsen — reporter #1 (nemenționat)
- Joe Piscopo⁠(d) — reporter #2 (nemenționat)
- Walt Gorney⁠(d) — vatmanul metroului (nemenționat)
- Rick Baker — King Kong (interpretare în costum, nemenționat)[6]
  - Peter Cullen⁠(d) — vocea lui Kong (nemenționat)

## Producție

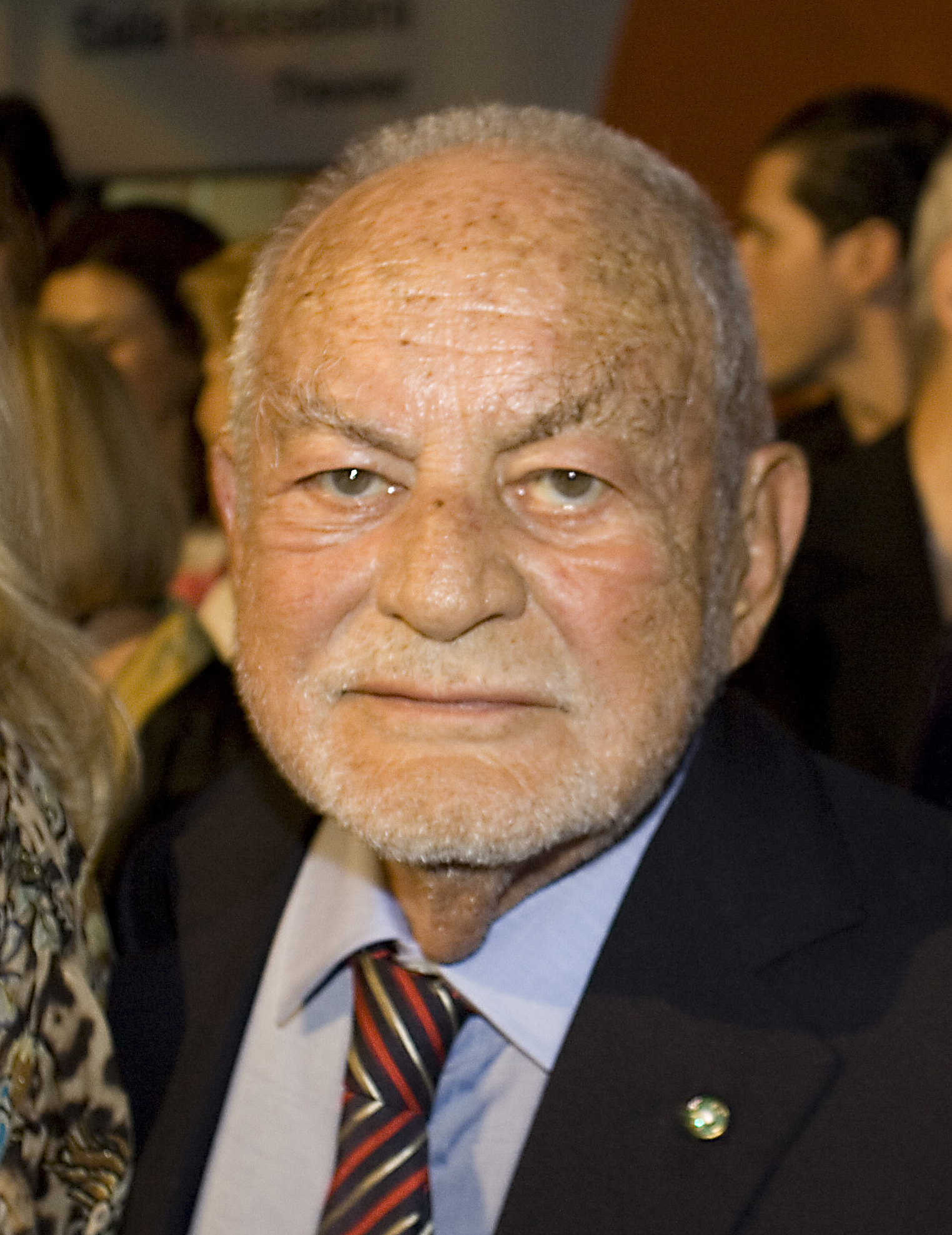
Producătorul

### Filmare
De Laurentiis l-a abordat mai întâi pe Roman Polanski pentru a regiza filmul, dar acesta din urmp nu a fost interesat. Următoarea alegere a lui De Laurentiis a fost regizorul John Guillermin⁠(d), care tocmai terminase de regizat Infernul din zgârie-nori. Guillermin dezvoltase o versiune a Uraganului atunci când i s-a oferit postul de regizor al filmului King Kong.

## Recepție

### Box office
King Kong a avut succes comercial, aducând companiei Paramount Pictures încasări mai mult decât triple față de bugetul său. Filmul a ajuns pe locul cinci în topul Variety al celor mai profitabile producții cinematografice interne (SUA și Canada) din 1977. (Filmul a fost lansat în decembrie 1976 și, prin urmare, a obținut majoritatea încasărilor la începutul anului 1977.)

### Premii
Filmul a obținut trei nominalizări la premiile Oscar și a câștigat un premiu.
- Câștigător cele mai bune efecte vizuale (Carlo Rambaldi⁠(d), Glen Robinson și Frank Van der Veer⁠(d)), împărțit cu Logan's Run (1976).[11]
- Nominalizat cea mai bună imagine (Richard H. Kline⁠(d))
- Nominalizat cel mai bun sunet (Harry W. Tetrick⁠(d), William McCaughey⁠(d), Aaron Rochin⁠(d) și Jack Solomon).[12]